# Чемпионат мира по спортивной гимнастике среди команд 1994
Чемпионат мира по спортивной гимнастике 1994 года среди команд прошёл с 15 по 20 ноября в Дортмунде (Германия). 1994 год стал единственным в истории чемпионатов мира по спортивной гимнастике, когда соревнования в личном и командном первенстве были проведены раздельно.

## Медалисты

### Мужчины
| Дисциплина           | Золото                                                                                         | Серебро | Бронза |
| Командное многоборье | Китай · Фань Хунбинь · Го Линьяо · Хуан Хуадун · Хуан Липин · Ли Дашуан · Ли Сяошуан · Ли Цзин | Россия · Евгений Шабаев · Евгений Жуков · Дмитрий Карбаненко · Алексей Немов · Дмитрий Труш · Дмитрий Василенко · Алексей Воропаев | Украина · Рустам Шарипов · Юрий Ермаков · Игорь Коробчинский · Виталий Маринич · Григорий Мисютин · Владимир Шаменко · Андрей Степанченко |

### Женщины
| Дисциплина           | Золото | Серебро | Бронза |
| Командное многоборье | Румыния · Лавиния Милошовичи · Джина Годжан · Симона Амынар · Даньела Мэрэндукэ · Клаудия Пресэкан · Надия Хацеган · Йонела Лоаеш | США · Доминик Доз · Керри Страг · Аманда Борден · Джейси Фелпс · Эми Чоу · Ларисса Фонтейн · Шэннон Миллер | Россия · Светлана Хоркина · Дина Кочеткова · Елена Лебедева · Оксана Фабричнова · Елена Грошева · Евгения Рощина · Наталья Иванова |